# Sur les bords de l'Issa
Pour plus de détails, voir Fiche technique et Distribution.
Sur les bords de l'Issa (Dolina Issy) est un film polonais réalisé par Tadeusz Konwicki, sorti en 1982.
C'est l'adaptation du roman du même nom de Czesław Miłosz.

## Synopsis
Le film évoque la vie rurale en Lituanie durant l'entre-deux-guerres et suit plusieurs personnages : Tomaszek un petit garçon, Magdalena et le prêtre Peikswa, Barbarka et Baltazar.

## Fiche technique
- Titre original : Dolina Issy
- Titre français : Sur les bords de l'Issa
- Réalisation : Tadeusz Konwicki
- Scénario : Tadeusz Konwicki d'après la roman de Czesław Miłosz
- Direction artistique : Andrzej Borecki
- Décors : Jerzy Sajko
- Costumes : Małgorzata Brus
- Photographie : Jerzy Łukaszewicz
- Montage : Krystyna Rutkowska
- Musique : Zygmunt Konieczny
- Pays d'origine : Pologne
- Format : Couleurs - 35 mm - Mono
- Genre : drame
- Durée : 110 minutes
- Date de sortie :
  - Pologne : 20 septembre 1982

## Distribution
- Anna Dymna : Magdalena, la gouvernante de l'abbé Peikswa
- Maria Pakulnis : Barbarka
- Maciej Mazurkiewicz : Tomaszek
- Danuta Szaflarska : Misia, grand-mère de Tomaszek
- Ewa Wisniewska : Helena, tante de Tomaszek
- Edward Dziewonski : Surkont, grand-père de Tomaszek
- Krzysztof Gosztyla : Baltazar
- Jerzy Kamas : Romuald
- Jerzy Kryszak : Niemczyk, le diable
- Ewa Florczak : Antonina
- Tadeusz Bradecki : abbé Peikswa
- Bernard Ładysz: soldat abattu par Baltazar
- Marek Bargiełowski : Dionizy, le frère de Romuald